# Haliclystus stejnegeri
Espèce
Synonymes
- Haliclystus steinegeri Kishinouye, 1899[1]

Haliclystus stejnegeri  est une espèce de Stauroméduses appartenant à la famille des Lucernariidae.

## Habitat et répartition
Cette espèce est présente au nord de l'océan Pacifique.